# 탁점

탁점

탁점(일본어: 濁点 다쿠텐[*])은 일본어에서 탁음을 나타내기 위해 가나의 우상단에 붙이는 기호이다. 모양은 '“'이며, 일본 현지에서는 '텐텐'(てんてん) 등으로 불린다.
◌゙
탁점표기는 현대 가나 표기법에서는 탁음에 표시되나, 예전의 가나 표기법에는 '◌゙'외에 점이 3개 또는 4개, 동그라미가 2개 그려지는 기호 또한 사용되었다.
가나 문자의 カ행, サ행, タ행 및 ハ행에 속하는 20개의 문자 옆에 붙이는 통상의 사용법 외에, 탁음 또는 마찰음의 효과를 표시하기 위해 그 외의 가나 문자에도 표시를 하거나, 반복표시 기호인 'ゝ', 'ヽ', '〱'에 탁점을 찍어 'ゞ', 'ヾ', '〲' 등으로 앞의 음을 탁음화시키는 사용법도 있다.
| 일본어 점자    | －－ －● －－ |
| 일본 모스 부호 | ・・          |

## 유니코드에서의 위치
| 기호 | 유니코드 | JIS X 0213 | 문자참조 | 명칭       |
| ---- | -------- | ---------- | -------- | ---------- |
| ゛   | U+309B   | 309B       | ゛       | 탁점       |
| ﾞ    | U+FF9E   | FF9E       | ﾞ        | 탁점(반각) |

## 같이 보기
- 반탁점